# Serra do Açor
A Serra do Açor é uma serra no centro de Portugal, junto à Serra da Estrela. Abrange áreas de seis concelhos, na totalidade: Arganil, Pampilhosa da Serra, parcialmente: Covilhã, Seia, Oliveira do Hospital e Góis, onde se localizam freguesias históricas como o Piódão, Vide, Avô, Fajão, e São Gião, e é nesta última freguesia que começa a Serra do Açor.
A Serra do Açor faz parte da Cordilheira Central, da qual também fazem parte a Serra da Lousã e a Serra da Estrela. O ponto mais alto da Serra do Açor é o Pico de Cebola (1418 metros). Este local está situado na zona limítrofe dos concelhos da Covilhã, Pampilhosa da Serra e Arganil e é o 5.º ponto mais alto de Portugal Continental (o 9.º se incluirmos os arquipélagos). 
A Serra do Açor tem ainda outros pontos de grande elevação, dos quais se destacam, o Monte do Colcurinho (1242 m de altitude), o Alto de São Pedro (1341 m), no Alto Ceira, e o Cabeço do Gondufo (1342 m de altitude) onde perto deste cabeço, a 1118 m de altitude, nasce o rio Ceira. Todos este locais, são zonas de grande beleza e pontos de interesse turístico a visitar. Aí se situa a área de Paisagem Protegida da Serra do Açor.

## História
A Serra do Açor era, em 1747, uma serra no termo da Vila de Coja, Bispado de Coimbra, na Província da Beira. Tinha o seu princípio no lugar do Sobral, Bispado da Guarda, e acabava na Vila de Arganil. Teria seis léguas e meia de comprido, e duas de largo.
Os principais braços dela eram o Lombo do Vermelho, que principia no sítio chamado o Selado do Porco, e finda no Casal Novo, freguesia de Cepos; e teria légua e meia de largura. O outro a que chamam a Lomba Branca principia em Fonte Espinho, e finda em Ponte Fajão; o seu comprimento seria de uma légua, e meia de largo.
Era o seu clima demasiadamente frio, por causa da muita neve, que ordinariamente a cobre. Nascia desta serra uma ribeira sem nome, que se metia no rio de Ceira, onde chamam Foz Teixeira. À borda desta serra ficavam algumas povoações, como eram a Vila de Coja, a Vila de Avô, e os lugares de Bemfeita, Pomares, Teixeira, Caratão, Aguadalte, Portocarreiro e Relvas. A maior parte da terra se cultivava, e o mais era povoado de mato baixo e bravio, e nele pastavam os gados de lã e pelo, como eram ovelhas e cabras. A caça que criava eram perdizes e coelhos.

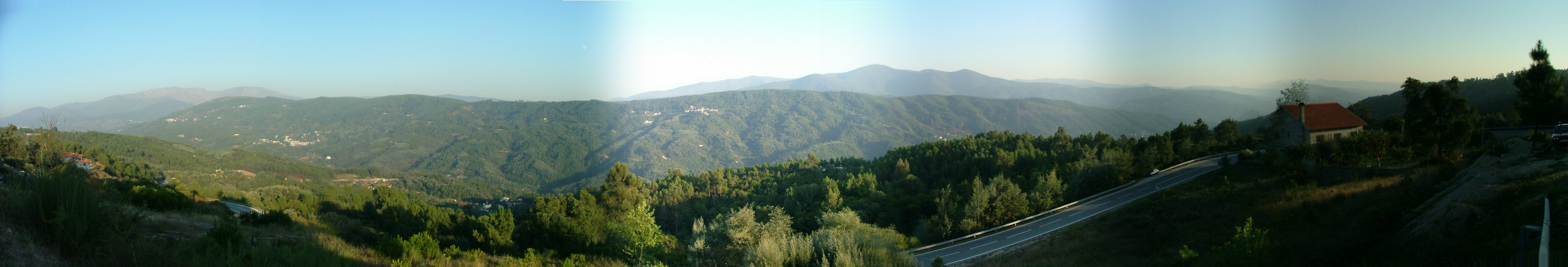
Panorama da Serra do Açor